# Мазорчук, Лаврентий Фёдорович
Лаврентий Фёдорович Мазорчук (15 сентября 1906 — 6 августа 1982) — участник Великой Отечественной войны и полный кавалер ордена Славы.

## Биография
Родился 15 сентября 1906 года в селе Капустинцы (ныне Володарского района Киевской области) в семье крестьянина. Получил неполное среднее образование. Работал в колхозе.
В середине марта 1944 года был призван в Красную армию. В боевых действиях, начал принимать участие с мая 1944 года. Во время войны получил три ранения. Во время Львовско-Сандамирской операции, в середине августа 1944 года во время боя Лаврентий Мазорчук был ранен, однако продолжал оставаться в строю до окончания боя. 9 сентября 1944 года был награждён орденом Славы 3-й степени. В середине октября того же года, расчёт под командованием Мазорчука, в'л огонь по атакующей вражеской пехоте. Во время этого боя получил два ранения, однако продолжал оставаться в строю. 16 января 1945 года был награждён орденом Славы 2-й степени. Участвовал Сандомирско-Силезской операции, также участвовал в боях за Бреслау (ныне территория Польши). В середине апреля 1945 года расчёт под командованием Лаврентия Мазорчука, уничтожил больше 10 солдат противника и вражескую огневую точку. 15 мая 1946 года был награждён орденом Славы 1-й степени, стал полным кавалером ордена Славы.
Демобилизовался в октябре 1945 года. Вернулся в село Капустинцы, где устроился работать весовщиком в колхоз. В 1968 году гвардии сержанту, было присвоено звание старшины.
Умер 6 августа 1982 года в селе Капустинцы.

## Награды
- Орден Славы 1-й степени (15 мая 1946 — № 1100);
- Орден Славы 2-й степени (16 января 1945 — № 14453);
- Орден Славы 3-й степени (9 сентября 1944 — № 271405);
- также ряд медалей.